# 6725 Engyoji
A 6725 Engyoji (ideiglenes jelöléssel (6725) 1991 DS) a Naprendszer kisbolygóövében található aszteroida. Shigeru Inoda és Urata Takesi fedezte fel 1991. február 21-én.